# Heterorhabdus fistulosus
Heterorhabdus fistulosus is een eenoogkreeftjessoort uit de familie van de Heterorhabdidae. De wetenschappelijke naam van de soort is voor het eerst geldig gepubliceerd in 1964 door Tanaka.